# Eliezer ben Hurcanus
Eliezer ben Hurcanus o anche Eliezer ben Hyrcanus (in ebraico אליעזר בן הורקנוס ‎?, cognome derivato dal patronimico ellenizzato) (Israele, I secolo – II secolo) è stato un rabbino e sacerdote ebreo antico, saggio Tanna e Kohen a cavallo del I e II secolo (80 - 110 e.v.).
Fu uno dei tannaim più rinomati, discepolo di Rabbi Yochanan Ben Zakkai e collega di Gamaliel II, di cui sposò la sorella (Imma Shalom), e di Joshua ben Hananiah. È il sesto saggio maggiormente citato nella Mishnah.
La Pirke de-Rabbi Eliezer è un'opera pseudoepigrafica composta circa nell'ottavo secolo in una regione sotto il dominio islamico.